# CITED1

## Definição
CITED1 é um gene também conhecido como MSG1 (melanocyte specific gene 1), provavelmente por ter sido originalmente associado à presença seletiva em melanócitos. Artigo recente, porém, utiliza-o como indicador de células beige, para contrastá-la com outras células do tecido adiposo. 